# Yamil Flores
Yamil Flores Silva (Galvarino, Departamento de Llaima, Provincia de Cautín, Chile; 19??), fue un político chileno, alcalde de la Municipalidad de Galvarino, correspondiente entonces a la 2.ª subdelegación Galvarino del Departamento de Lautaro, cuya goberación tenía asiento en la ciudad de Lautaro, Provincia de Cautín, actual Región de La Araucanía.
Es un miembro prominente de la Familia Flores, importante familia de comerciantes la comuna de Galvarino. Fue también bombero y socio fundador de la Segunda Compañía de Bomberos de su comuna. Es uno de los más destacados alcaldes de Galvarino y el único que tiene una calle nombrada en su honor, Avenida Yamil Flores.
- Datos: Q38015556